# Javaanse kortvleugel
De Javaanse kortvleugel (Brachypteryx montana) is een zangvogel uit de familie Muscicapidae (vliegenvangers). De vogel afkomstig uit Java, werd in1821 door Thomas Horsfield geldig beschreven. Later werden andere taxa afkomstig uit de Maleise Archipel en de Filipijnen als ondersoorten aan dit taxon toegevoegd onder de naam blauwe kortvleugel, B. montana (sensu lato).

## Kenmerken
De vogel is 12 tot 13 cm lang, iets kleiner dan een roodborst (E. rubecula), maar met hetzelfde gedrongen postuur. Het mannetje is roetzwart, van boven donkerder dan van onder met een witte, korte wenkbrauwstreep. Het vrouwtje is donkergrijs van boven en heeft een roestbruine buik en borst en ook een korte wenkbrauwstreep.

## Verspreiding en leefgebied
De vogel komt alleen voor op Java. De leefgebieden liggen in terrein met natuurlijk bos en struikgewas op hoogten tussen 900 en 3000 meter boven zeeniveau.  De vogel is niet zeldzaam en staat als niet bedreigd op de rode lijst van de IUCN.